# Clase Segura
La Clase Segura la forman una serie de buques cazaminas para la lucha contra minas marinas construidos para la Armada Española a finales de los años 90 y principios del 2000, que recibieron nombres de ríos españoles. El primer cazaminas, el M-31 Segura, da nombre a esta clase de buques.

## Diseño y construcción

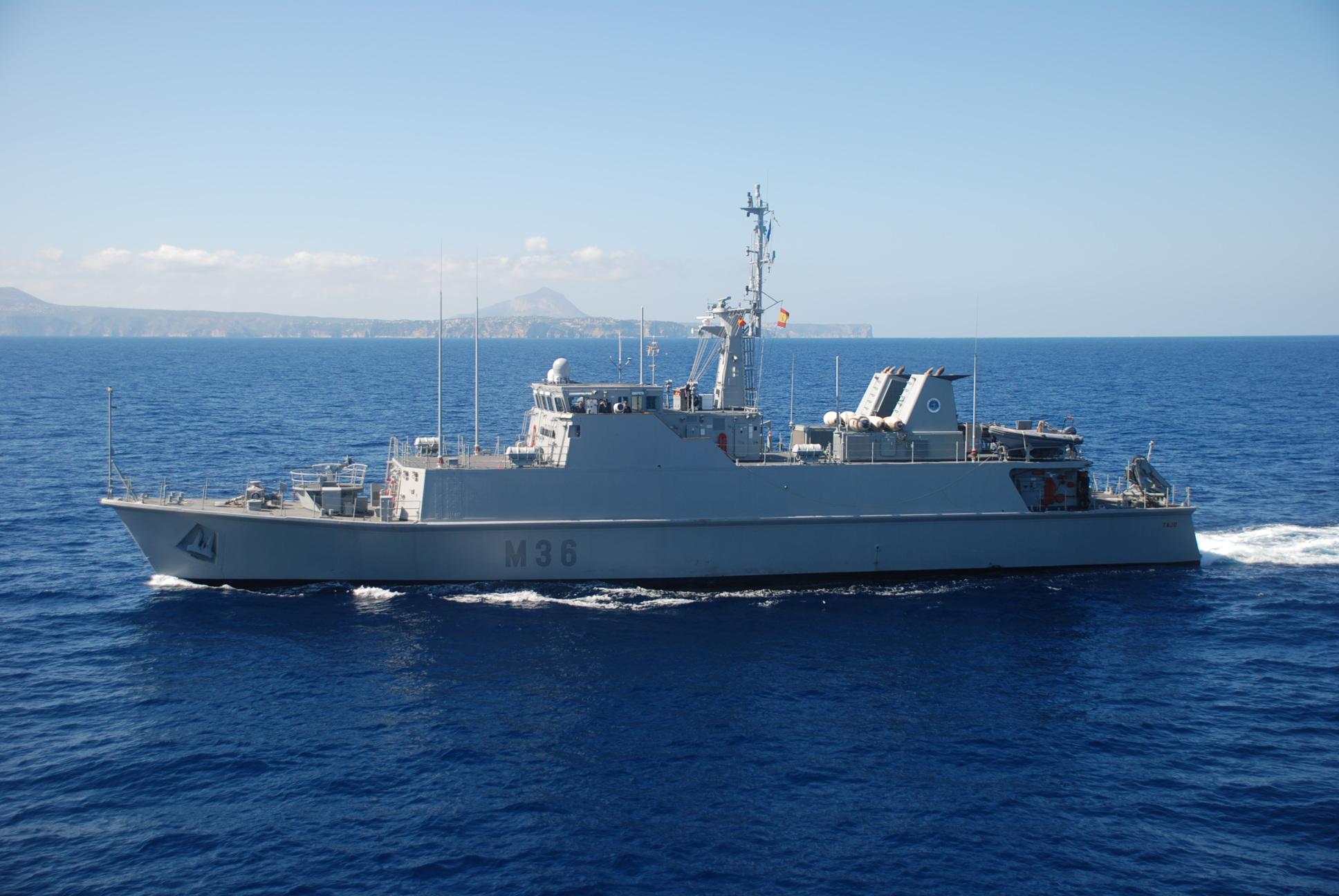
El M-36 Tajo navegando en el año 2010.

El desarrollo de esta clase fue recogido en el Plan de Alta Mar para reemplazar a los 8 cazaminas costeros existentes en 1990. Aunque este plan contemplaba la construcción de 12 barcos entre dragaminas oceánicos y cazaminas costeros, los primeros fueron relegados y más tarde abandonados. Se construyeron cuatro cazaminas en un pedido inicial (M-31 a M-34 Turia). Posteriormente se encargaron el M-35 y M-36, con opción a otros dos más.
La empresa Izar (más tarde Navantia) adaptó la clase británica Sandown a las necesidades españolas, entre las que destacaban:
- Poder detectar minas ancladas hasta 300 m y minas de fondo hasta 200 m.
- Su diseño y construcción requería prepararlos para evitar los principales sistemas que activan las minas, especialmente el magnético y por ruido, aunque también por presión y por contacto.
- Soportar el impacto de estas armas pequeñas y peligrosas, pero dotadas de los medios para evitar en lo posible esta situación.

## Características

### Medidas antimagnetismo

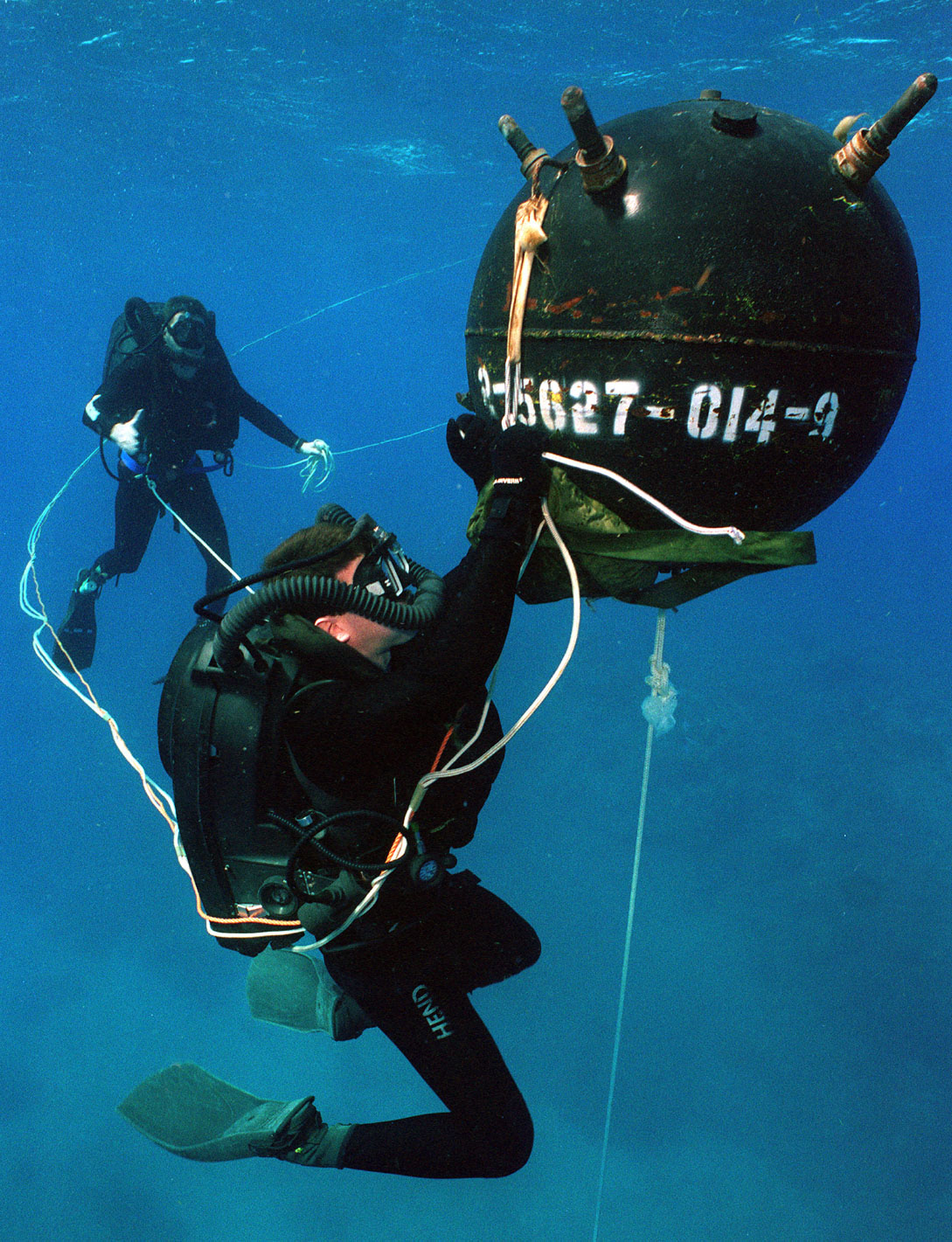
Las minas que se detonan por sistemas magnéticos o por ruido son muy difíciles de desactivar, en ocasiones hay que hacerlo mediante vehículos sumergibles y buceadores.

Para este objetivo, los barcos fueron fabricados en fibra y revestidos de GRP. La capa exterior fue cubierta a su vez con vinilo y poliéster.
Como una medida adicional, los motores eléctricos fueron fabricados para producir pocos campos magnéticos y compensarse uno al otro.

### Medidas antirruido
Los motores diésel generadores alimentan dos motores eléctricos silenciosos. El conjunto de generadores diésel está en la popa del buque, confinados con mamparos estancos. Estos están a una altura superior a la línea de flotación para contribuir a la navegación silenciosa. 
Los cazaminas de la clase Segura no utilizan las habituales hélices navales como sistema de propulsión, sino dos Voith Schneider. El Voith-Schneider lo forman varias palas de paso variable que se mueven en un círculo entrando en posición vertical al agua. Toda la estructura del Voith puede girar sobre su eje para que el barco pueda caer a una banda u otra, consiguiendo así una asombrosa maniobrabilidad.
Las dos lanchas fueraborda que lleva cada uno de estos buques también están equipadas con motores silenciosos.

### Medidas antipresión y anticontacto

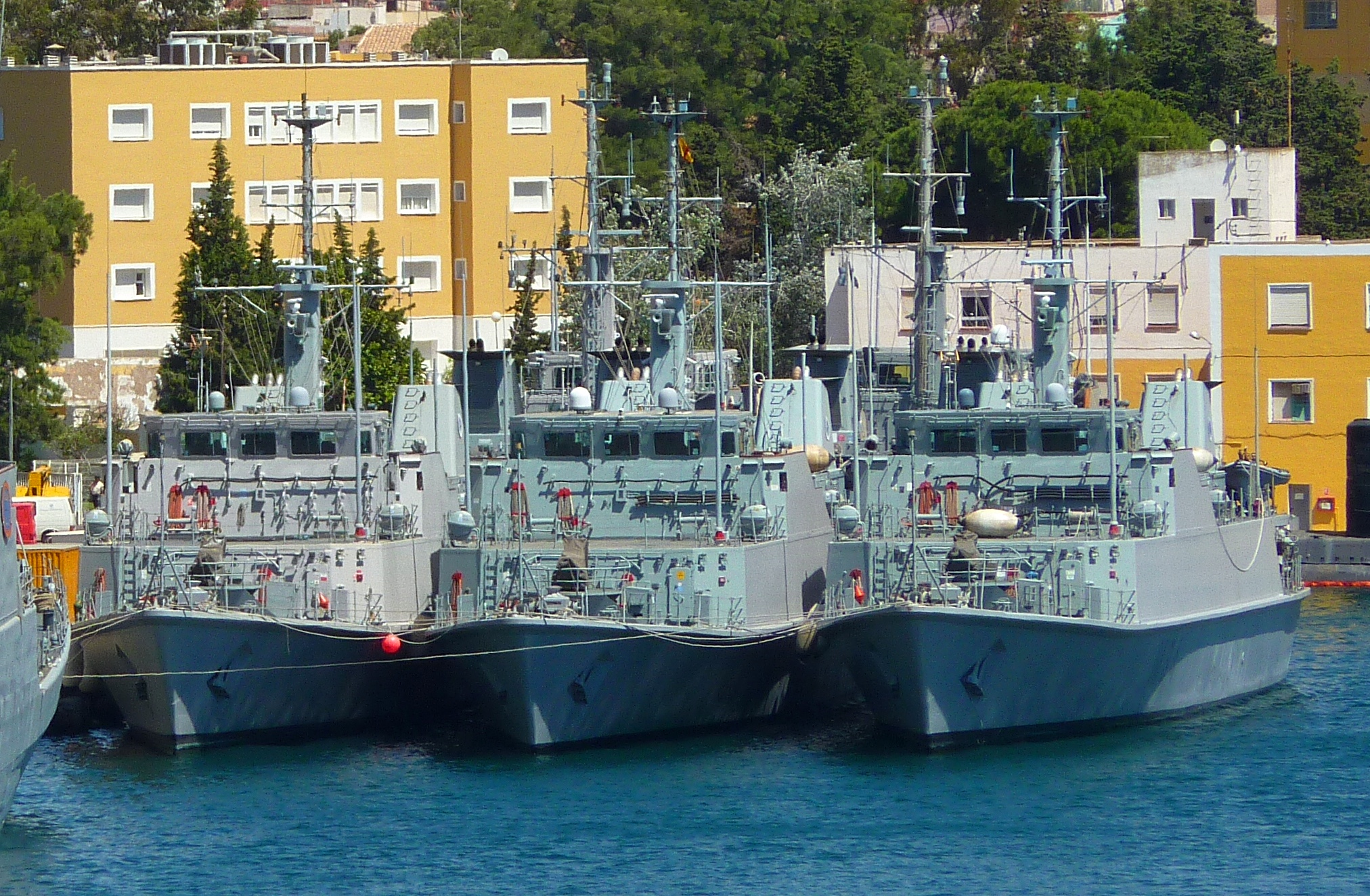
Cinco de los seis cazaminas de la clase (dos de ellos en segundo plano) en su base de Cartagena.

Para evitar acercarse a las minas o tocarlas, estos barcos son muy maniobrables, y para realizar giros cerrados cuentan con dos propulsores eléctricos a proa que son capaces, junto con las palas de los Voith-Schneider a popa, de crear un par de fuerzas que permite girar en muy poco espacio.

### Equipamiento
Al igual que sus predecesoras disponen de equipos de buceo y un sumergible antiminas del tipo Gayrobot Pluto Plus (para localizar y destruir minas hasta 300 m). Posteriormente se incorporó el Kongsberg Minesniper (un tipo de torpedo sumergido y de control remoto que puede destruir minas a una distancia máxima de 4000 m).
Asimismo disponen de un sónar para detectar minas hasta 300 m, que puede utilizarse a nivel de quilla o sumergido. También cuenta con dos grúas y cámara hiperbárica por si sucedieran accidentes de descompresión.

## Historial
El M-34 Turia encalló en aguas de La Manga el 27 de agosto de 2019 cuando trataba de encontrar los restos de un piloto militar fallecido en un accidente aéreo. Se tardó varios días en desencallarlo, temiéndose seriamente que pudiera acabar en naufragio, y al final el 4 de septiembre fue remolcado hasta el Arsenal de Cartagena para su reparación. Se espera su vuelta al servicio operativo en torno a septiembre de 2023.
En octubre de 2023 se anunció una inversión de 135 millones de euros para modernizar todos los cazaminas de esta serie.

## Componentes
Alemania -  España -  Italia -  Noruega -   Países Bajos -  Reino Unido -   Suiza

### Estructura
| Sistema | País              | Fabricante | Notas |
| ------- | ----------------- | ---------- | ----- |
| Casco   | Bandera de España | IZAR       |       |

### Electrónica
| Sistema             | País                                                                                         | Fabricante                           | Notas            |
| ------------------- | -------------------------------------------------------------------------------------------- | ------------------------------------ | ---------------- |
| Radar de navegación | Bandera del Reino Unido                                                                      | Kelvin Hughes                        | Modelo Type 1007 |
| Sonar               | Bandera de España · Bandera de Estados Unidos · Bandera de Francia · Bandera del Reino Unido | Indra Raytheon Thomson Marconi Sonar | Modelo SQQ 32    |

### Armamento
| Sistema        | País             | Fabricante | Notas                             |
| -------------- | ---------------- | ---------- | --------------------------------- |
| Cañon de 20 mm | Bandera de Suiza | Oerlikon   | 1 unidad del modelo 20/85 GAM-B01 |

### Propulsión
| Sistema         | País                                    | Fabricante | Notas                             |
| --------------- | --------------------------------------- | ---------- | --------------------------------- |
| Motor diésel    | Bandera de Alemania · Bandera de España | MTU Bazán  | 2 unidades del modelo 6V 396 TB83 |
| Motor eléctrico | Bandera de los Países Bajos             | Combimac   | 2 unidades                        |

### Sumergibles
| Sistema                                    | País               | Fabricante                    | Notas                            |
| ------------------------------------------ | ------------------ | ----------------------------- | -------------------------------- |
| Minisubmarinos teleoperados (ROV) (opción) | Bandera de Italia  | GAYMARINE                     | 2 unidades del modelo Pluto Plus |
| Minisubmarinos desechables (opción)        | Bandera de Noruega | Kongsberg Defence & Aerospace | Modelo Minesniper Mk-II          |

## Exportación
Izar creó una gran infraestructura para fabricar cazaminas con casco de PRFV, se realizaron fuertes inversiones, se adecuaron talleres y una grada específica, se adquirieron equipos, se formó al personal, y a los equipos de trabajo pero la producción se quedó en seis únicos buques para la Armada Española, que no llegó a completar el número de unidades que preveía, y sin que se haya podido vender ningún barco a terceros países.

## Unidades
| Identificativo | Nombre | Fecha botadura | Fecha entrada en servicio | Fecha retirada | Indicativo de llamada |
| -------------- | ------ | -------------- | ------------------------- | -------------- | --------------------- |
| M-31           | Segura | 25/07/1997     | 27/03/1999                | -              | [ 10 ]                |
| M-32           | Sella  | 06/07/1998     | 28/05/1999                | -              | [ 10 ]                |
| M-33           | Tambre | 05/05/1999     | 18/02/2000                | -              | [ 10 ]                |
| M-34           | Turia  | 22/11/1999     | 20/05/2000                | -              | [ 10 ]                |
| M-35           | Duero  | 28/04/2003     | 05/07/2004                | -              | [ 10 ]                |
| M-36           | Tajo   | 10/06/2004     | 10/01/2005                | -              | [ 10 ]                |